# Tiempo rescatado
Tiempo rescatado (1999) es un libro de género narrativo escrito por Juan José Cuadros, que fue publicado después de su fallecimiento. El autor describe sus años de infancia durante la guerra civil española, vividos en la localidad jienense de Beas de Segura. Juan José Cuadros evoca en este libro aquellos fatídicos años de su infancia que le tocó vivir en las estribaciones de la sierra de Segura. Cuando el estallido de la guerra civil, tenía tan solo ocho años de edad, incomprensible para él, su padre tuvo que marchar exiliado al sur de Francia. También por esas fechas mueren dos de sus hermanos en edades muy tempranas.

## Estructura
El escenario lo sitúa en Beas de Segura, en la provincia de Jaén. Su padre fue funcionario técnico de Correos y lo trasladaron en 1930 desde Palencia a Beas. Allí en Beas vivía la familia paterna, Juan José llegó al pueblo a los tres años, donde permaneció hasta los 14 años, que marchó a Baeza para continuar con sus estudios. Esto fue en 1941, poco después de acabar la contienda.
Recuerda esos años, también de lo que va sucediendo cotidianamente. Describe a algunos de los vecinos; sus calles, barrios y plazas. El libro está dividido en tres partes.  